# Lol (Fluss)
Lol ist ein Fluss in der Region Bahr al-Ghazal im Südsudan, der in den Bahr al-Arab (Kiir) mündet.

## Verlauf
Er entspringt als Boro im Bongo-Massiv, nahe der Grenze zur Zentralafrikanischen Republik. Bei Uwail kreuzt die Bahnstrecke Babanusa–Wau den Fluss. An seinem Ufer liegt das Ashana-Wildreservat.
Der genaue Verlauf an der Mündung ist unklar. In dem flachen Gelände des Bahr al-Ghazal-Sumpfes, wo sie sich vereinigen, befinden sich Kanäle, die den Jur mit dem Lol verbinden bzw. die zum Bahr al-Arab führen.

## Hydrometrie
Die Durchflussmenge des Flusses wurde 41 Jahre lang (1944–1985) am Pegel Nyamlell in m³/s gemessen.

## Sezessionskrieg
Da die Gegend um den Fluss nur etwas südlich der Demarkationslinie zwischen Nord- und Südsudan liegt, war es im Zuge des Sezessionskrieges in Südsudan wiederholt von Kämpfen und Vertreibungen betroffen.